# Lucy Garner
Lucy Garner (Leicester, Leicestershire, 20 de setembre de 1994) és una ciclista anglesa. Professional des del 2013, actualment milita a l'equip Wiggle High5. S'ha proclamat dos cops campiona del món júnior en ruta. Combina la carretera amb la pista.

## Palmarès en ruta
- 2011
  -  Campiona del món júnior en ruta
- 2012
  -  Campiona del món júnior en ruta
  -  Campiona d'Europa júnior en ruta
- 2013
  - Vencedora d'una etapa al Tour de Chongming Island
- 2015
  - Vencedora d'una etapa a la Ruta de França

## Palmarès en pista
- 2011
  -  Campiona del Regne Unit en Madison
- 2012
  -  Campiona d'Europa júnior en Scratch
  -  Campiona d'Europa júnior en Persecució per equips (amb Amy Roberts i Elinor Barker)
  -  Campiona del Regne Unit en Persecució
  -  Campiona del Regne Unit en Madison